# Viktoriastraße 54

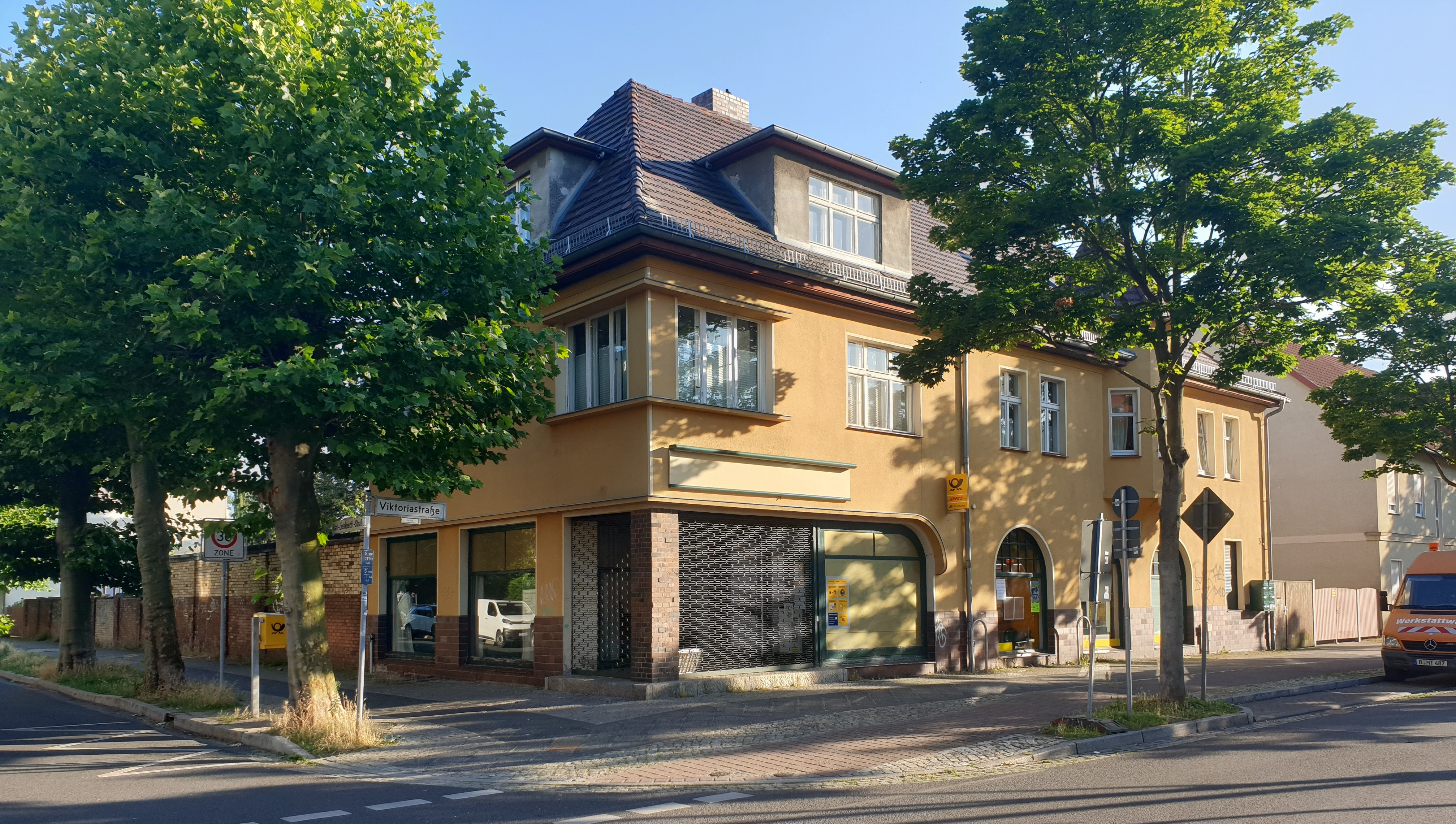
Viktoriastraße 54

Das Gebäude Viktoriastraße 54 ist ein Baudenkmal in der Stadt Velten im Landkreis Oberhavel im Land Brandenburg.

## Architektur und Geschichte
Das 1921 fertiggestellte Wohn- und Geschäftshaus wurde vom Architekturbüro Joseph Scherer & Heinrich Aeppli aus Berlin, im Auftrag des Steuer- und Gemeindesekretärs Wilhelm Buntzel, geplant. Das Bauunternehmen Wilhelm Brandt aus Velten errichtete ein massives zweigeschossiges Wohn- und Geschäftsgebäude mit einer verputzten Fassade und einem Walmdach. Zum denkmalgeschützten Ensemble gehört noch die 1929 entstandene massive Ziegelsteinmauer, die als Grundstückseinfriedung dient.